# Сильвестр (Кулябка)
Архиепи́скоп Сильве́стр (в миру Симео́н Петро́вич Куля́бка; 1704, Лубны —1761, Санкт-Петербург) — епископ Русской православной церкви, архиепископ Санкт-Петербургский и Шлиссельбургский (1750—1761), епископ Костромской и Галицкий (1745—1750), духовный писатель.

## Биография
Сын бунчукового товарища, внук гетмана Даниила Апостола и двоюродный брат епископа Иоасафа (Горленко).
Родился в 1704 году в Лубнах. В 1726 году окончил курс Киевской духовной академии и поступил в Киево-Межигорский монастырь.
В марте 1727 года в Киево-Межигорском монастыре принял монашество с именем Сильвестр, рукоположен в иеромонаха и назначен учителем Киевской академии; в 1738 году стал префектом, а 9 августа 1740 года — ректором Киевской академии и архимандритом Киево-Братского монастыря.
Весной 1745 года был послан в Санкт-Петербург для принесения верноподданнического поздравления по случаю бракосочетания великого князя Петра Фёдоровича; сказал 16 мая речь, понравившуюся императрице Елизавете Петровне и был оставлен в Петербурге, и 18 ноября 1745 года рукоположен в епископа Костромского и Галицкого.
Именным указом от 2 июня 1750 года перемещён в Санкт-Петербург — архиепископом и архимандритом Свято-Троицкой лавры. После кончины архиепископа Московского Платона (Малиновского) с 1754 до 1757 год был первоприсутствующим членом Святейшего синода.
Считался знаменитым богословом: ученики иначе не называли его, как avreus benedicendus magister; его поучения отличаются строгою рассудительностью и нравоучениями; тринадцать из них были напечатаны. По отзыву одного из исследователей его проповедей, «был живым преподавателем живого слова с церковной кафедры». Он от природы отличался ораторским красноречием, которое было простым и душевным.
Скончался 17 (28) апреля 1761 года. Был погребён 20 апреля в Благовещенской церкви Александро-Невской лавры.